# Stepanovićevo
Stepanovićevo (v srbské cyrilici Степановићево) je vesnice v srbské autonomní oblasti Vojvodina, administrativně spadající pod město Novi Sad jako jedno z osídlených míst. V roce 2011 zde dle místního sčítání lidu žilo 2021 obyvatel, převážně srbské národnosti.
Obec se jmenuje podle srbského vojevůdce z první světové války, Stepy Stepanoviće. Středem obce prochází železniční trať z Bělehradu do Subotice. Vznikla na počátku 20. let 20. století, nedlouho poté, co byla Vojvodina připojena k Srbsku, resp. po vzniku Království Srbů, Chorvatů a Slovinců. Místní kostel sv. Lazara Kosovského byl vybudován roku 1989.